# قصر الرياضة بالمنزه
قصر الرياضة بالمنزه ويعرف أكثر باسم القبة، هي القاعة الرياضية الرئيسية في العاصمة التونسية. أنشأت القاعة على غرار المدينة الرياضية التي تحتضنها بمناسبة تنظيم تونس للألعاب المتوسطية 1967. أصبحت القبة منئذ القاعة الرئيسية لإقامة مباريات كرة اليد وكرة السلة والكرة الطائرة المحلية والدولية بالعاصمة. استخدمت القبة أيضا منذ سنواتها الأولى لإقامة حفلات غنائية باستقبالها سهرتين لأم كلثوم في 14 و16 جوان 1968 ثم عبد الحليم حافظ في جوان 1970 في إطار خمسينية النادي الإفريقي، كما احتضنت تجمعات سياسية ونقابية في عهد الرئيس الحبيب بورقيبة واستعملها من بعده بن علي في إطار اجتماعات للتجمع الدستوري الديمقراطي أو في مناسبات رسمية. في 2001 افتتحت القاعة المغطاة برادس في الضاحية الجنوبية كأكبر قاعة رياضية في البلاد إلا أن هذا لم يمنع القبة من مواصلة استضافة النشاطات الرياضية والثقافية الهامة. بعد الثورة التونسية أصبحت القبة مع قصر المؤتمرات الفضاء الأول لإقامة الاجتماعات العامة للأحزاب والتنظيمات السياسية المختلفة كالحزب الديمقراطي التقدمي وحركة النهضة والقطب الديمقراطي الحداثي  والجبهة الشعبية  كما استضافت لقاءات برئيس الوزراء الفلسطيني المقال إسماعيل هنية والداعتين السلفيين وجدي غنيم ومحمد حسان. تحتضن القبة مركزا طبيا رياضيا وقاعتين للمؤتمرات وتبلغ طاقة استيعاب مدارجها 4.500 متفرج. احتضنت القاعة في سبتمبر 2020 اثناء جائحة الكورونا مستشفا ميداني كما استخدمته الهيئة العليا المستقلة للانتخابات كأحد مراكز الفرز في الانتخابات التي اشرفت على تنظيمها منذ 2011. في 21 اكتوبر 2019 اندلع فيه حريق كبير تم السيطرة عليه في نفس المساء. اضر الحريق على مخزن المعدات الرياضية فيما أُحيل عدد من موظفي الحي الوطني الرياضي على التحقيق على خلفيته.

## مقالات ذات صلة
- القاعة متعددة الاختصاصات برادس